# 汉堡大区
汉堡大区（德語：Gau Hamburg）是納粹德國從1933年到1945年在德國漢堡設置的一個行政區劃。在此之前，從1925年到1933年，汉堡大区是納粹黨在該地的地區分部。